# Diepvriesbruid
Diepvriesbruid (Engelse titel: Pilgrimage to Earth) is een sciencefictionverhalenbundel uit 1974 van de Amerikaanse schrijver Robert Sheckley.

## Korte verhalen
1. Aarde, lucht, vuur en water (Earth, Air, Fire and Water, 1955)
2. De academie (The Academy, 1954)
3. Angst in de nacht (Fear in the Night, 1952)
4. Bescherming (Protection, 1956)
5. Diepvriesbruid (Human Man's Burden, 1958)
6. Het lichaam (The Body, 1955)
7. Model met kinderziekten (Early Model, 1956)
8. Muiterij (Lifeboat Mutiny, 1955)
9. Opruimingsdienst (Disposal Service, 1955)
10. Een paar dingen van ons (All the Things You Are, 1956)
11. Pelgrimstocht naar de aarde (Pilgrimage to Earth (Love, Inc.) , 1956)
12. Peuleschilletje (Milk Run, 1954)
13. Val (Trap. 1955)
14. Verstekeling (Deadhead, 1958)
15. Vreemde therapie (Bad Medicine, 1956)